# Edelviks folkhögskola
Edelviks folkhögskola är belägen i Burträsk i Skellefteå kommun, Västerbottens län. 
Skolan grundades 1941 och har Luleå stift som huvudman. Huvudbyggnaden, Edelviks herrgård, var i början av 1800-talet uppförd av landshövdingen Gustaf Edelstam och försåldes till Luleå stift av den dåvarande ägaren familjen Kempe. Profilen är inriktad mot skapande verksamheter och man bedriver konst-, film-, scenografi-, attributmakeri- och skådespelarutbildning. Därtill finns också Allmän kurs för gymnasiestudier som ger högskolebehörighet.

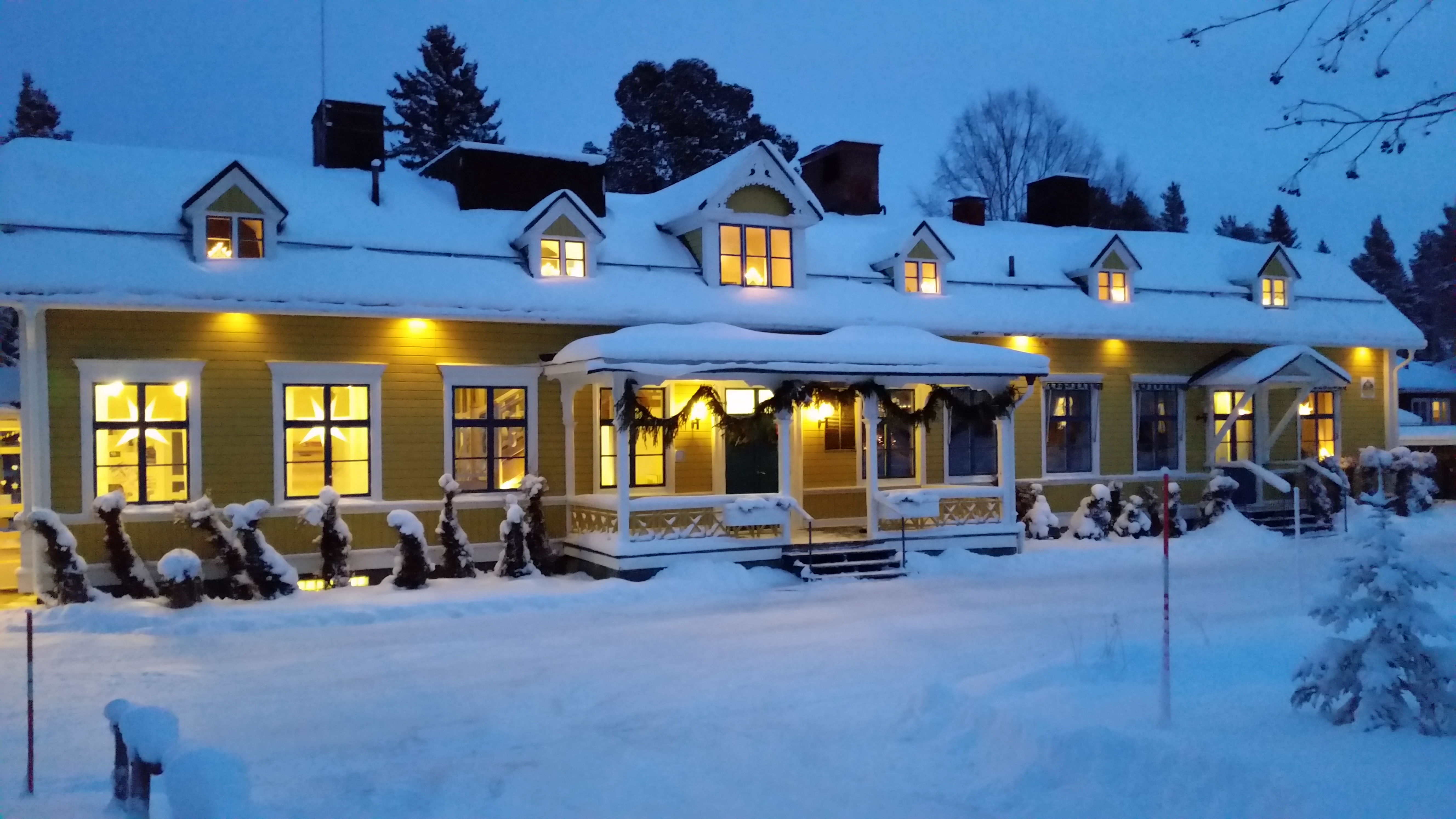
Edelviks herrgård vintertid.

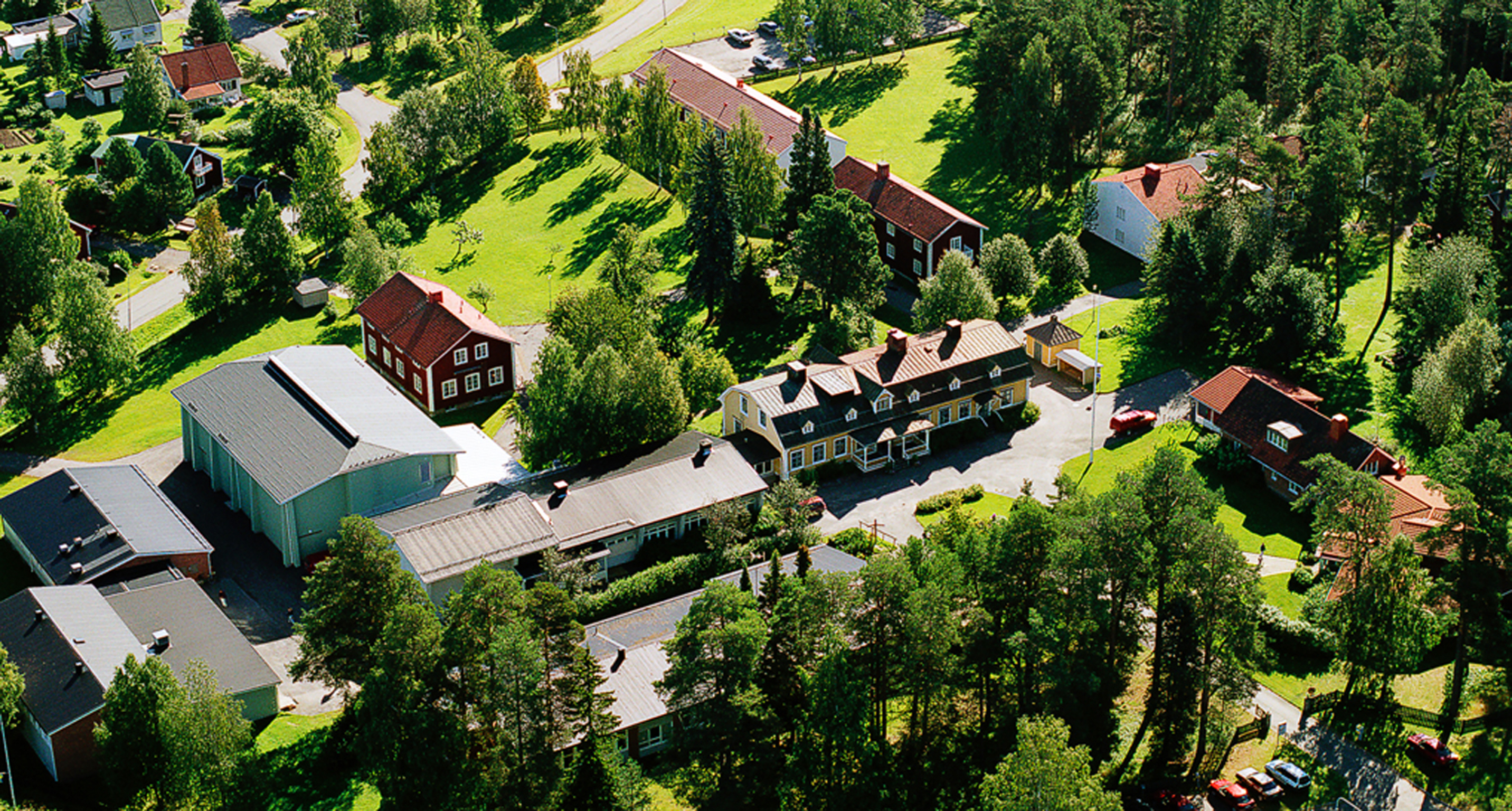
Flygbild över Edelviksområdet.

Edelviks trädgård har caféverksamhet under framförallt juli månad.